# 아웃런
아웃런(영어: OutRun, 일본어: アウトラン 아우토란[*])은 세가가 1986년 9월에 발매한 아케이드 게임이다. 스즈키 유가 디자인하고 세가 AM2이 개발을 맡았다. 아웃런은 스트라이트 확대 기법을 혁신적인 그래픽과 당시 드물었던 스테레오 사운드를 사용한 풍부한 사운드트랙, 그리고 비선형적인 경주 트랙으로 발매 당시 초유의 수익과 폭발적인 반응을 얻는데 성공했고, 같은 해에 골든 조이스틱 어워즈를 받았다. 스즈키 유는 훗날 인터뷰에 대해서 아웃런에 대해 레이싱 게임이 아닌 드라이빙 게임으로 생각한다고 회상했다.

## 게임플레이
주인공 차량은 그 당시 최고 인기의 수퍼카인 페라리 테스타로사의 오픈카 버전이 적용되었다. 이 게임은 매 스테이지마다 분기점이 생기는 방식, BGM을 골라 듣는 방식, 자동차 경주 트랙이 아닌 공도(公道)를 달린다. 배경은 원근법으로 그리고 캐릭터는 스프라이트 확대를 하는 기법으로 입체감을 표현했다.
아웃런은 핸들과 기어(H,L) 액셀레이터와 브레이크로 구동한다. 코인 투입 후 게임 중 나올 BGM(배경음악)을 선택할 수 있다. (Magical Sound Shower, Passing Breeze, Splash Wave) 자동차는 2단 기어로 구동한다. 최고 293km/h로 달리며 190km/h대 영역에서 기어를 L에서 H로 올려야 한다. 코너링시 기어를 H,L을 빠르게 움직이면 도로 바깥으로 이탈하더라도 최고속도 유지가 가능하다. 이 밖에도 출발시 타이밍에 맞추어 액셀레이터를 밟고 기어를 빠르게 H,L을 반복해 출발하는 "로켓 스타트" 비기가 있다.
매 스테이지 끝에는 분기점이 나온다. 기본적으로 좌측방향이 쉬운 코스로 설정되어 있다. 5스테이지가 마지막이며 코스는 총 15개로 구성돼 있다. 마지막 5스테이지는 각각 다른 엔딩이 설정되어 있다.

### 코스
총 16가지의 경로의 경우의 수가 가능하다. 가장 시간을 절약할 수 있는 경로는 코코넛 해안, 악마의 계곡, 알프스, 보리밭, 아우토반을 거쳐 D 지점에서 게임을 끝내는 것이다. 다섯개의 골인 지점은 서로 다른 축하 애니메이션을 보여주는데, 이것은 플레이어가 다른 루트를 선택하는 것을 자극하기 위해서이다.
파스칼의 삼각형의 특성으로 볼 때, 만약 갈림길에서 경로를 무작위로 선택한다면, A,B,C,D,E 지점에서 골인할 확률은 각각 1/16, 4/16, 6/16, 4/16, 1/16으로 C 지점에서 골인할 확률이 제일 높다(A 하고 E 지점은 경로가 한 가지 뿐임).
| 스테이지 번호 | 스테이지 번호 | 스테이지 번호 | 스테이지 번호 | 스테이지 번호 | 골인 지점 |
| 1             | 2             | 3             | 4             | 5             | 골인 지점 |
| ------------- | ------------- | ------------- | ------------- | ------------- | --------- |
|               |               |               |               | 포도밭        | A         |
|               |               |               | 황무지        |               |           |
|               |               | 사막          |               | 죽음의 골짜기 | B         |
|               | 관문          |               | 옛 대도시     |               |           |
| 코코넛 해안   |               | 알프스        |               | 황폐한 언덕   | C         |
|               | 악마의 계곡   |               | 보리밭        |               |           |
|               |               | 안개낀 산맥   |               | 아우토반      | D         |
|               |               |               | 해변 도시     |               |           |
|               |               |               |               | 호반          | E         |

### 경로
- A지점 : 코코넛 해안-관문-사막-황무지-포도밭
- B지점 : 코코넛 해안-관문-사막-황무지-죽음의 골짜기

코코넛 해안-관문-사막-옛 대도시-죽음의 골짜기

코코넛 해안-관문-알프스-옛 대도시-죽음의 골짜기

코코넛-해안-악마의 계곡-알프스-옛 대도시-죽음의 골짜기

- C지점 : 코코넛 해안-관문-알프스-옛 대도시-황폐한 언덕

코코넛 해안-악마의 계곡-알프스-보리밭-황폐한 언덕

코코넛 해안-관문-사막-옛 대도시-황폐한 언덕

코코넛 해안-관문-알프스-보리밭-황폐한 언덕

코코넛 해안-악마의 계곡-알프스-옛 대도시-황폐한 언덕

코코넛 해안-악마의 계곡-안개낀 산맥-보리밭-황폐한 언덕

- D지점 : 코코넛 해안-악마의 계곡-알프스-보리밭- 아우토반

코코넛 해안-악마의 계곡-안개낀 산맥-보리밭-아우토반

코코넛 해안-악마의 계곡-안개낀 산맥-해변 도시-아우토반

코코넛 해안-관문-알프스-보리밭-아우토반

- E지점 : 코코넛 해안-악마의 계곡-안개낀 산맥-해변 도시-호반

### 엔딩
- A코스 : 8명의 장정이 나타나서 차에 타고있던 주인공 남자를 애워싸고 헹가레를 다섯 차례 쳐 준다. 
그러자 나중에 빨간색 비키니를 입은 여자가 나타나자 장정들은 남자를 내동뎅이치고 여자쪽으로 시선을 돌려버리는 바람에 남자가 땅 위에 떨어져 기절하고 만다.
- B코스 : 주인공의 차가 과열되어 버리더니 급기야는 엔진룸과 트렁크, 문짝, 타이어가 분리되어 버리고 만다.
- C코스 : 누군가가 나타나서 주인공 남자에게 요술램프를 주고 간다. 
그 요술램프 안에서 여섯명의 미녀가 나타나서 남자를 애워싼다.
- D코스 : 결승점에서 트로피가 수여된다. 차에 타고있던 남자가 우승 트로피를 받으려 하다가 그의 동승녀에게 트로피가 돌아가게 된다. 그러자 그 남자 주인공은 어찌할 바를 모른다.
- E코스 : D코스와 마찬가지로 트로피가 수여되지만 우승 트로피가 남자 주인공에게 수여된다. 그러자 그 남자 주인공은 오른손을 들고 환호하자, 동승녀가 남자 주인공을 뭐라 부른다.

## 후속
용과 같이 0에서 미니게임으로 플레이가 가능하다.